# Gare de Châtel - Nomexy
La gare de Châtel - Nomexy est une gare ferroviaire française de la ligne de Blainville - Damelevières à Lure, située sur le territoire de la commune de Nomexy, à proximité de Châtel-sur-Moselle, dans le département des Vosges en région Grand Est.
C'est un point d'arrêt sans personnel de la Société nationale des chemins de fer français (SNCF) desservi par des trains TER Grand Est.

## Situation ferroviaire
Établie à 290 m d'altitude, la gare de Châtel - Nomexy est située au point kilométrique (PK) 35,853 de la ligne de Blainville - Damelevières à Lure, entre les gares de Vincey et d'Igney.

## Histoire
Un embranchement particulier permet de desservir un entrepôt. Le trafic fret a disparu au début des années 2000. Le bâtiment voyageur fut détruit lors de l'électrification de la ligne Blainville-Remiremont en novembre 2004.

## Fréquentation
Selon les estimations de la SNCF, la fréquentation annuelle de la gare figure dans le tableau ci-dessous.
| Année                      | 2015    | 2016    | 2017    | 2018    | 2019    | 2020    | 2021    | 2022    | 2023    | 2024    |
| -------------------------- | ------- | ------- | ------- | ------- | ------- | ------- | ------- | ------- | ------- | ------- |
| Voyageurs seuls            | 118 293 | 112 266 | 115 421 | 108 573 | 126 310 | 105 365 | 129 652 | 162 461 | 158 207 | 137 486 |
| Voyageurs et non voyageurs | 147 867 | 140 333 | 144 276 | 135 716 | 157 888 | 131 707 | 162 065 | 203 076 | 197 759 | 171 858 |

## Service des voyageurs

### Accueil
Halte SNCF, c'est un point d'arrêt non géré (PANG) à accès libre. Elle est équipée d'automates pour l'achat de titres de transport.
La traversée des voies et le passage d'un quai à l'autre s'effectuent par le passage à niveau routier.

### Desserte
Châtel - Nomexy est desservie par les trains TER Grand Est qui effectuent des missions entre les gares : de Nancy-Ville et d'Épinal, ou de Remiremont, ou de Metz.

### Intermodalité
Un parking pour les véhicules y est aménagé.